# 太光电信
深圳市太光电信股份有限公司 （深交所：000555）是中国深圳证券交易所的一家上市公司，主营业务范围为通信及相关设备制造业。
2011年，该公司主营业务收入为99867062.20元，公司净利润为618390.16元，公司总资产为22735124.32元。